# Jan Lillich
Jan Lillich (5. prosince 1810 Odry ve Slezsku – 13. září 1849 Olomouc) byl český katolický kněz, profesor církevních dějin na teologické fakultě v Olomouci, děkan teologické fakulty. Zemřel na choleru.